# Aristolochia durangensis
Aristolochia durangensis är en piprankeväxtart som beskrevs av H. W. Pfeifer. Aristolochia durangensis ingår i släktet piprankor, och familjen piprankeväxter. Inga underarter finns listade i Catalogue of Life.